# Hundtjärnen (Nordmarks socken, Värmland)
Hundtjärnen är en sjö i Filipstads kommun i Värmland och ingår i Göta älvs huvudavrinningsområde.